# Скит

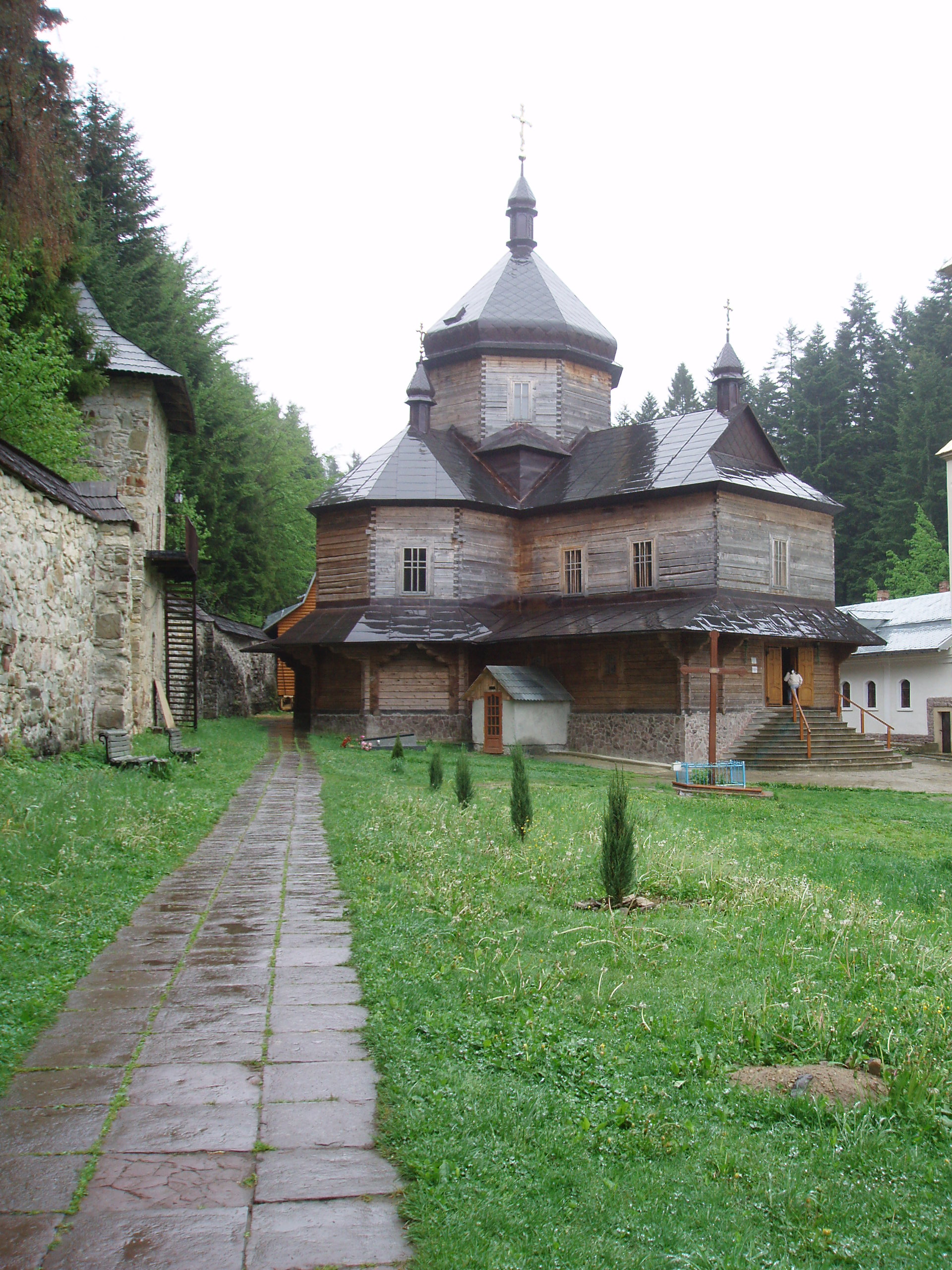
Манявський скит

Скит (від грец. σκήτες) — відокремлене поселення для ченців, що бажають вести суворіше, ніж у монастирі, життя. Побут ченців скитів керується особливо вимогливим статутом. Слово σκήτες походить від Σκήτες — назви пустелі в Єгипті, де жили християнські самітники. Втім, існує версія, що пов'язує це слово з грец. άσκητής — «аскет».
В Україні скит зазвичай розміщувався поблизу свого монастиря: до Почаївської лаври, наприклад, належав скит на Козацьких могилах, до Києво-Печерської — скит Феофанія тощо. Скити мали й деякі інші монастирі. Існували також цілком самостійні скити, наприклад, Манявський скит.